# 百合の伝説 シモンとヴァリエ
『百合の伝説 シモンとヴァリエ』（英: Lilies）は、1996年に製作されたカナダの映画。原作はミシェル・マーク・ブシャルドのフランス語の戯曲『Les feluettes』。
日本では、1997年に第6回東京国際レズビアン&ゲイ映画祭にて上映された（スニークプレビュー）。

## キャスト
- シモン：ジェイソン・カデュー
- ヴァリエ：ダニー・ギルモア
- ビロドー：マシュー・ファーガソン
- シモン：オーバート・パラッシオ
- リディアンヌ：アレクサンダー・チャップマン
- ビロドー司教：マーセル・サボーリン
- ブレント・カーヴァー
- ゲイリー・ファーマー